# Arnold Spruck
Arnold Spruck (* 9. September 1934 in Gießen; † 31. August 2013) war ein deutscher Politiker (CDU).

## Leben und Beruf
Spruck wurde als Sohn eines Malermeisters geboren. Er besuchte die Grundschule in Nidda und danach vier Jahre das Gymnasium in Nidda. Nach dem Schulbesuch absolvierte er eine Ausbildung zum Maler. Er bestand 1957 die Meisterprüfung im Malerhandwerk und arbeitete anschließend als Malermeister in Nidda. 1970 bis 1979 war er Obermeister der Malerinnung Büdingen und 1976 bis 1979 Kreishandwerkermeister im Wetteraukreis. Seit 1978 war er Landesvorstandsmitglied beim Landesinnungsverbandes des Malerhandwerks.
Später war er Präsident des hessischen Handwerkstags und der Arbeitsgemeinschaft der hessischen Handwerkskammern sowie seit 1979 Präsident der Handwerkskammer Wiesbaden.
1976 bis 1979 war er Sozialrichter beim Sozialgericht Gießen.
Er war verheiratet und hatte drei Kinder.

## Politik
Spruck war seit 1956 Mitglied der CDU. In der CDU war er 1963 bis 1972 stellvertretender Vorsitzender des Bezirksverbandes Mittelhessen. 1960 bis 1964 war er Kreisvorsitzender der Jungen Union. 1969 bis 1981 war er Mitglied der Landesvorstandes der Mittelstands- und Wirtschaftsvereinigung Hessen und 1972 bis 1975 deren Landesvorsitzender.
Kommunalpolitisch war er 1960 bis 1963 Mitglied des Kreistags und 1963 bis 1972 des Kreisausschusses des Kreises Büdingen. Nach der Gebietsreform in Hessen war er 1972 bis 1977 Mitglied des Kreisausschusses des Wetteraukreises. 1970 bis 1977 gehörte er der Verbandsversammlung der Planungsgemeinschaft Untermain an.
Spruck gehörte dem Hessischen Landtag vom 14. Dezember 1976, als er für den in den Bundestag gewählten Abgeordneten Christian Schwarz-Schilling nachrückte, bis 1991 an. Er kandidierte im Wahlkreis Wetterau II, wurde aber über die CDU-Landesliste gewählt.

## Ehrungen
- 1985: Verdienstkreuz am Bande der Bundesrepublik Deutschland
- 1991: Verdienstkreuz 1. Klasse der Bundesrepublik Deutschland
- 1996: Großes Verdienstkreuz
- 1999: Großes Verdienstkreuz mit Stern
- 2013: Alfred-Dregger-Medaille in Silber[2]

## Schriften
- Wittichenau und die Länder der böhmischen Krone. Geschichte einer Nachbarschaft über 760 Jahre (= Studien des Hauses Königstein Band 1). Gerhard Hess Verlag, Bad Schussenried 2010, ISBN 978-3-87336-928-3.
- Wurzeln und Wege. Eine Geschichte der Katholiken in und um Nidda unter Mitarbeit von Wolfgang Stingl und Manfred Wollner (= Studien des Hauses Königstein Band 7). Gerhard-Hess-Verlag, Bad Schussenried 2. erweiterte Auflage 2017, ISBN 978-3-87336-609-1.